# Theodor Brünings

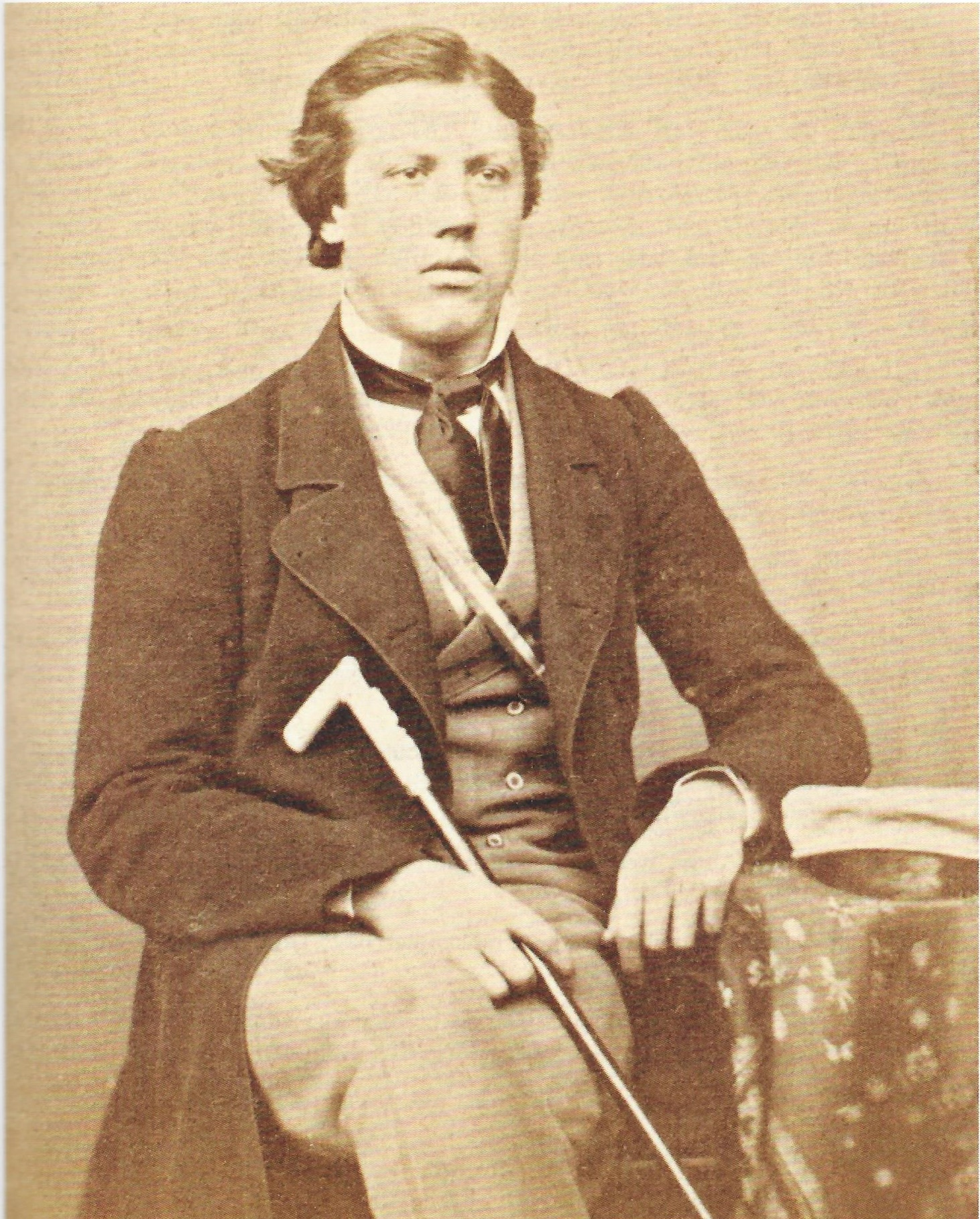
Theodor Brünings als Würzburger Rhenane (1860)

Theodor Brünings (* 20. April 1839 in Frankenthal (Pfalz); † 6. August 1903 in Herrenalb) war ein deutscher Richter und Reichstagsabgeordneter im Königreich Bayern.

## Leben
Brünings besuchte das Gymnasium am Kaiserdom in Speyer. Nach dem Abitur studierte er Rechtswissenschaft an der Julius-Maximilians-Universität. 1858 wurde er Mitglied des Corps Rhenania Würzburg. Er zeichnete sich zweimal als Consenior und dreimal als Senior aus. Er bestand 1864 das Staatsexamen und trat 1869 in den Justizdienst. Von 1871 bis 1875 war er Assessor in Landau in der Pfalz und Kaiserslautern. Seit 1876 Landgerichtsrat am königlichen Landgericht in Landau, wurde er 1890/91 dort zum Oberlandesgerichtsrat ernannt. 1900 trat er in den Ruhestand.
Seit 1879 war er Mitglied des Stadtrats. Von 1881 bis zu seinem Tode vertrat er den Wahlkreis Neustadt an der Haardt in der Kammer der Abgeordneten (Bayern). Von 1884 bis 1898 war er Mitglied des Reichstags für den Wahlkreis Pfalz 3 Germersheim, Bergzabern und die Nationalliberale Partei. Er starb mit 64 Jahren.